# Sad ad-Din al-Usmani
Sad ad-Din al-Usmani, arab. ‏سعد الدين العثماني‎ (ur. 16 stycznia 1956 w Inazkanie) – marokański polityk i lekarz, sekretarz generalny Partii Sprawiedliwości i Rozwoju (PJD) w latach 2004–2008, minister spraw zagranicznych w latach 2012–2013,  premier Maroka w latach 2017–2021.

## Życiorys
Urodził się w Inazkanie w pobliżu Agadiru, w marokańskim regionie Sus. W 1976 uzyskał tytuł licencjacki w dziedzinie nauk matematycznych. W 1986 zdobył tytuł doktora medycyny, a w 1994 tytuł doktora psychiatrii na Wydziale Medycyny Uniwersytetu Hassana II w Casablance. Ponadto studiował prawo islamskie, uzyskując w 1983 stopień licencjacki, w 1987 stopień magistra, a w 1999 dyplom studiów islamskich na Uniwersytecie Muhammada V w Rabacie.
W latach 1987–1994 prowadził praktykę lekarską. Od 1994 do 1997 pracował jako psychiatra w szpitalu psychiatrycznym w Berrechid. W czasie swojej działalności zawodowej był członkiem kilku organizacji medycznych i naukowych oraz autorem publikacji na temat psychologii i prawa islamskiego, a także redaktorem kilku gazet.
W wyborach parlamentarnych w 1997 po raz pierwszy uzyskał mandat do Zgromadzenia Reprezentantów, jako kandydat w okręgu Inazkan. W wyborach w 2002 uzyskał reelekcję w tym okręgu, a w kolejnych wyborach w 2007, 2011 oraz w 2016 w okręgu Al-Muhammadijja.
Od stycznia do 1998 do listopada 1999 był przewodniczącym partii Ludowy Ruch Demokratyczny i Konstytucyjny (Mouvement populaire démocratique et constitutionnel, MPCD), a po jej przekształceniu się w Partię Sprawiedliwości i Rozwoju (PCD), został w grudniu 1999 zastępcą jej sekretarza generalnego. Od 2004 do 2008 pełnił funkcję sekretarza generalnego partii. W czasie jego prezesury, PJD  zajęła drugie miejsce w wyborach parlamentarnych z 7 września 2007, zdobywając 47 miejsc w Zgromadzeniu Reprezentantów.
3 stycznia 2012 objął stanowisko ministra spraw zagranicznych w rządzie premiera Abdelilaha Benkiranego, które zajmował do 10 października 2013. Następnie pełnił funkcję przewodniczącego klubu parlamentarnego PJD.
17 marca 2017 został desygnowany przez króla Muhammada VI na stanowisko premiera Maroka. Jego nominacja była następstwem przedłużających się negocjacji w sprawie utworzenia nowego rządu po wyborach parlamentarnych z października 2016, bezskutecznie prowadzonych przez premiera Benkiranego. 5 kwietnia 2017 objął stanowisko szefa rządu, złożonego z przedstawicieli sześciu partii politycznych. 7 października 2021, po przegranych przez swoją partię wyborach, przestał pełnić funkcję szefa rządu.